# Nicole Hollander
Pour les articles homonymes, voir Hollander.
Nicole Hollander, née le 25 avril 1939 à Chicago, est une auteure de bande dessinée américaine féministe. Son comic strip Sylvia (en) a été diffusé dans la presse américaine de 1981 à 2012.